# 屈光學
屈光學（dioptrics）又称折射光学，是研究光的折射，特別是通過透鏡的光。望遠鏡使用物鏡創建它們的影像，它們是凸透鏡 (折射鏡) ，被稱為“屈光望遠鏡”。
早期對屈光的研究是由托勒密指導的，關係到人類眼睛以及媒體，如水中的折射。海什木將對屈光學的研究擴及到理論，而被視為現代光學之父。